# Charaxes flavomarginatus
Charaxes flavomarginatus är en fjärilsart som beskrevs av Lederer 1944. Charaxes flavomarginatus ingår i släktet Charaxes och familjen praktfjärilar. Inga underarter finns listade i Catalogue of Life.